# باشگاه فوتبال مغرب تطوان
}باشگاه فوتبال مغرب تطوان (عربی: المغرب التطوانی) یک باشگاه فوتبال در کشور مراکش است.
این باشگاه که در سال ۱۹۲۲ در شهر تطوان قرار دارد، سابقه ۲ قهرمانی در لیگ مراکش دارد.